# Senidah
Сенида Хајдарпашић (Љубљана, 9. април 1985), позната као Senidah (транскр.  Сенида), словеначка је певачица и текстописац. Истакла се као вокалисткиња музичке групе Muff. Медији је често називају „бaлканском треп дивом”.
Стекла је регионалну славу синглом Слађана из 2018. године, који је био водећи сингл са њеног дебитантског студијског албума Без тебе, објављеног у марту 2019. за београдску дискографску кућу Bassivity. Други студијски албум, За тебе (2022), остварио је комерцијални успех као и његов претходник. У фебруару 2025. издала је свој трећи студијски албум, Сен и дах.

## Биографија

### Младост и почетак каријере
Рођена је 9. априла 1985. у бошњачкој породици у Љубљани. Родитељи су јој из Бихора код Бијелог Поља, односно из Црне Горе. Живи на релацији Љубљана—Београд.
У фебруару 2011. објавила је свој дебитантски ритам и блуз сингл Пустињом, али се убрзо придружила електро соул-поп бенду Muff као певачица. Њихов први сингл Нај сије в очех награђен је за песму године у Словенији. У марту 2014. Muff је учествовао у предизборном такмичењу за представника Словеније на Песми Евровизије 2014. са песмом Let Me Be (Myself), завршивши као другопласирани након Тинкаре Ковач песме Round and Round. Њихов дебитантски истоимени албум, објављен у новембру, тада је проглашен албумом године.

### 2018—2019: Популарност,СлађанаиБез тебе
У марту 2018. објавила је свој соло треп сингл Слађана на српском језику са средњим успехом. Међутим, након што су је открили српски репери и продуценти Рексона и Цоби из београдске хип-хоп дискографске куће Bassivity, прихватила је њихову понуду да поново постави музички спот на њихов званични YouTube канал. Убрзо је Слађана постала вирална и прикупила више од 65 милиона прегледа. Senidah је успешно наставила сарадњу са овом дискографском кућом, преко које је у јуну објавила свој следећи сингл Бело. Такође је снимила дует са Цобијем под називом 4 стране света као део саундтрека за српски филм Јужни ветар. Последњег дана у години објавила је још два сингла, под називом Без тебе и Ниси био ту.
У јануару следеће године, Слађана је освојила награду за хип-хоп/реп нумеру године коју је доделио Music Awards Ceremony 2019. У марту је објавила сингл на енглеском језику под називом Ride, који је објавио Universal Serbia, снимљен неколико година раније. Њен дебитантски студијски албум Без тебе је објављен 25. марта, у потпуности на српском.

### 2019—2021:Мишићии100%
је 21. априла наступила на концерту Bassivity Showcase у београдској Хали спортова, заједно са колегама из дискографске куће Bassivity. У априлу је издала сингл Мишићи, а у мају и Све бих. Тог лета, у оквиру своје турнеје, наступала је иSenidah на фестивалима Exit и Sea Dance. У јулу је објављен сингл Додири групе Ђогани, на ком је била један од аутора. У августу је објавила сингл 202 на енглеском језику. Средином августа медији су покренули гласину да је изабрана да представља Словенију на Песми Евровизије 2020. Међутим, испоставило се да је гласина била лажна. Она је касније изјавила да би учествовала на Песми Евровизије само ако буде представљала целу бившу Југославију.
Дана 15. августа, објављен је сингл Камиказа на ком је била део уз репере Џалу Брата и Бубу Корелија. Сингл је постигао велики комерцијални успех, а нашао се и на топ-листи Ö3 Austria Top 40. Аустријски репер RAF Camora је 26. септембра објавио исечак своје предстојеће песме, на ком се чује Senidah. Песма, под називом 100%, објављена је 28. новембра, заједно са музичким спотом који је снимљен у Барселони. Досегла је треће место у Аустрији и дебитовала на 28. месту званичних немачких топ-листа 6. децембра, поставши прва песма на српскохрватском језику која је ушла на топ-листу.
Од јануара 2020. Senidah је постала први музичар са подручја бивше Југославије који је достигао 700.000 слушалаца месечно на платформи Spotify. Она је 27. јануара 2020. извела уживо песму Мишићи у оквиру доделе награда Music Awards Ceremony 2020. а Оливеру Мандићу уручила је награду за каријерно достигнуће. Касније је и сама је освојила две награде: награду треп нумере године за песму Мишићи, коју јој је уручила Јелена Карлеуша, као и специјалну награду Златни MAC за аутентичност која јој је додељена по избору организатора.
Упркос чињеници да је то демантовала на месец дана раније, Telegraf.rs је крајем фебруара објавио вест да је Senidah сарађивала са Дином Мерлином на песми. Према писању медија, Мерлин је написао песму, а они су снимили спот у Истанбулу. Међутим, Senidah је још једном демантовала гласине. Она је 1. марта објавила музички спот за Само уживај снимљен на Фармацеутском факултету Универзитета у Београду. У мају је објавила музички спот за песму Ко је, који је режирала и продуцирала сама. Спот је снимљен на љубљанским улицама, напуштеним због пандемије ковида 19. Три дана касније објавила је свој наредни сингл Пијеш. У августу 2020. објавила је сингл Viva Mahalla.
Започела је 2021. годину песмом Дођи, њеног дуго очекиваног дуета са Дином Мерлином. У фебруару је објавила сарадњу са својим дугогодишњим сарадником и пријатељем, продуцентом под уметничким именом Cazzafura, под називом Деца техна. У мају објавила је песму Replay у сарадњи са истоименим италијанским модним брендом. Песма је представљала значајну промену у њеној музици, односно прелазак са уобичајеног треп звука на џез-рок. Музички спот, објављен истог дана, премашио је милион прегледа већ првог дана. Senidah је 3. јула наступила на 20. годишњем Загреб прајду у Рибњаку. У децембру је објавила сингл Фама.

### 2022—2023:За тебе
У јануару 2022. издала је сингл Бехуте. Сингл је ушао на аустријске и швајцарске топ-листе. Дана 15. фебруара 2022. Бехуте је постала прва песма на врху Билбордове нове топ-листе Croatia Songs, док је дебитовала и достигла пето место на топ-листи . Потом су уследили синглови Јаднаја, Друга страна, као и Play With Heart које је био званична химна Европског првенства у рукомету за жене 2022. Почетком јула потврђено је да ће Senidah и Констракта заједно предводити Европрајд те године, одржан у Београду.
У новембру 2022. открила је наслов, омот и списал нумера свог другог студијског албума За тебе. На њему су се нашле Бехуте, Јаднаја, као и трећи сингл по имену Два прста који је објављен 2. новембра. Албум је објављен дан касније, 18. новембра. У јуну 2023. била је део наступа Red Bull Sound Clash, где је наступала против Лепе Брене, који је одржан на Београдској тврђави. Касније је објавила спотове за песме Level и Сенида. Такође је била део песме Медитеран групе Who See са њиховог албума Како јесте и како је могло.

### 2024—данас:Сен и дахи турнеја
У фебруару 2024, односно на 25. рођендан Луке Дончића, Senidah је објавила песму #77, коју је посветила њему. У априлу је објавила синглове Грех и Делија, као и њихове музичке спотове. Затим је уследио низ комерцијално успешних синглова — Ало ало, Иди гаде и Омен. У августу, истог дана када је објавила Омен, Senidah је одржала концерт на стадиону Ташмајдан у Београду. Концерт је пратило 10.000 посетилаца, међу којима су и Лепа Брена и Наташа Беквалац, док јој се Цоби придружио при извођењу песме 4 стране света. У октобру је објавила сингл Phuket.
У јануару 2025. најавила је концерт на сарајевској Скендерији за 1. августа 2025. У фебруару 2025. открила омот и списак песама свог трећег студијског албума Сен и дах. Исте вечери је свој концерт на Ташмајдану у целости објавила на интернет. Албум је издат 25. фебруара исте године.

## Утицаји
Сенидах је позната по свом специфичном вокалу и стилу певања, као и по свом екстравагантном и андрогином изгледу. На питање ко ће бити њен амерички колега, Сенидах је навела Алишу Киз „због њених емоција“ и Мери Џеј Блајџ „због њене агресије“, као и Криса Брауна „због његовог присуства на сцени“. Сенидах је такође позната по мешању Р&Б-а са балканском народном музиком. Она је изразила своју љубав према севдаху — наводећи да јој је омиљена севдалинка „Запјевала сојка птица“ и додала да воли своје уметничко име јер је подсећа на реч — као и њена фасцинација босанским севдахом Божом Врећом. Својим утицајем навела је и Дина Мерлина, истичући да јој је „дао много и као музичару и као душу коју осећа“.

## Дискографија

### Студијски албуми
- Без тебе (2019)
- За тебе (2022)
- Сен и дах (2025)

### Синглови
- Пустињом (2010)
- Веч од лајфа (ft. Златко, 2012)[68]
- Програм твог компјутера (2012)[69]
- Слађана (2018)
- Бело (2018)
- 4 стране света (ft. Цоби, 2018)
- Без тебе (2018)
- Ниси био ту (2018)
- (2019)
- Црно срце (2019)
- Мишићи (2019)
- Камиказа (ft. Џала Брат, Буба Корели, 2019)
- 100% (ft. RAF Camora, 2019)
- Само уживај (2020)
- Ко је (2020)
- Пијеш (2020)
- (2020)
- Дођи (ft. Дино Мерлин, 2021)
- Replay (2021)

### Спотови
| Спот            | Година | Режисер                  |
| --------------- | ------ | ------------------------ |
| Пустињом        | 2011   | Blaže Banjac             |
| Веч од лајфа    | 2013   | Close2Art                |
| Слађана         | 2018   | Žiga Radulj              |
| Бело            | 2018   | Žiga Radulj              |
| 4 стране света  | 2018   | Reksona                  |
| Ride            | 2019   | Moonbase                 |
| Црно срце       | 2019   | Лазар Богдановић         |
| Мишићи          | 2019   | Kukla                    |
| Све бих         | 2019   | CazzaNostra              |
| Камиказа        | 2019   | Ljubba                   |
| 100%            | 2019   | Shaho Casado             |
| Само уживај     | 2020   | Немања Новаковић         |
| Ко је           | 2020   | Senidah,Sašo Štih        |
| Пијеш           | 2020   | Kukla                    |
| Viva Mahalla    | 2020   | Kukla                    |
| Дођи            | 2020   | Kukla                    |
| Replay          | 2021   | Немања Новаковић         |
| Балканка        | 2021   | Dylan Bénet, Žiga Radulj |
| Фама            | 2021   | Анже Шкрубе              |
| Бехуте          | 2022   | Ljubba                   |
| Јаднаја         | 2022   | Сенида                   |
| Друга страна    | 2022   | Игор Жећевић             |
| Play With Heart | 2022   | Gašper Pavli             |
| Два прста       | 2022   | Ljubba                   |
| Заувек          | 2022   | Ljubba                   |
| Левел           | 2023   | Анже Шкрубе              |
| Сенида          | 2023   |                          |
| Грех            | 2024   | Анже Шкрубе              |
| Делија          | 2024   | Давид Јовановић          |
| Ало ало         | 2024   | Сенида                   |
| Иди гаде        | 2024   | Давид Јовановић          |
| Омен            | 2024   | Сенида                   |
| Phuket          | 2024   | Сенида                   |
| Бандида         | 2025   | Анже Шкрубе              |

## Награде и номинације
| Година | Награда               | Категорија                     | Песма     | Резултат   |
| ------ | --------------------- | ------------------------------ | --------- | ---------- |
| 2019   | Music Awards Ceremony | Хип-хоп/реп нумера године      | Слађана   | Освојено   |
| 2020   | Music Awards Ceremony | Алтернативна поп нумера године | Црно срце | Номинација |
| 2020   | Music Awards Ceremony | Треп нумера године             | Мишићи    | Освојено   |
| 2020   | Music Awards Ceremony | Музички видео године           | Мишићи    | Номинација |
| 2020   | Music Awards Ceremony | Golden MAC                     | -         | Освојено   |